# Hardstep
Hardstep to podgatunek muzyki drum and bass, który wyłonił się po 1994 roku. Łączy w sobie elementy drum and bass i industrial techno. Od dominującego wówczas jungle odróżniał go mocny i bardziej regularny werbel oraz dominująca warstwa basowa.
Jedni z przedstawicieli tego podgatunku to:
Technical Itch, SPOR, Counterstrike, TZA, SPL, Noisia, Raiden